# 933
Évszázadok: 9. század – 10. század – 11. század
Évtizedek: 880-as évek – 890-es évek – 900-as évek – 910-es évek – 920-as évek – 930-as évek – 940-es évek – 950-es évek – 960-as évek – 970-es évek – 980-as évek
Évek: 928 – 929 – 930 – 931 –  932 – 933 – 934 – 935 – 936 – 937 – 938

## Események

### Európa
- A magyarok az adófizetés megtagadása miatt Szászországra támadnak (926 óta ez az első kalandozó hadjárat). A sereg két részre oszolva kelet és délnyugat, Türingia felől vonul be Szászországba. A kisebb fosztogató csapatokra szétoszló utóbbit Siegried és Hermann grófok verik szét. A keleti fősereggel maga Madarász Henrik német király száll szembe és március 15-én a merseburgi csatában megfutamítja őket. A győzelem jelentősen megnöveli Henrik tekintélyét (akinek életében a magyarok már nem támadták a Keleti Frank Királyságot) és megmutatta, hogy a fegyelmezett nehézlovas harcmodorral sikerrel lehet szembeszállni a lovasnomád magyarokkal.
- Hugó itáliai király Rómára támad, hogy megbosszulja előző évi megaláztatását, de a rómaiak visszaverik. Hogy megerősítse helyzetét, kiegyezik riválisával, II. Rudolf felső-burgundiai királlyal, aki Provence átadása fejében hajlandó lemondani itáliai trónigényéről.
- Meghal a viking származású Rollo normandiai herceg, Fia és utóda, Hosszúkardú Vilmos meghódol Rudolf nyugati frank királynak, aki cserébe átadja neki Avranches-t, a Cotentin-félszigetet és a Csatorna-szigeteket.
- Emma, Rudolf király felesége ostrommal elfoglalja Château-Thierry várát sógorától, a király ellen lázadó Herbert vermandois-i gróftól.
- Eduárd angol király fia, Edwin a tengerbe fullad, amikor hajója egy viharban elsüllyed.
- XI. János pápa jóváhagyja Rómanosz bizánci császár 17 éves fiának, Theophülaktosznak pátriárkai kinevezését.

### Abbászida Kalifátus
- Al-Káhir bábkalifa lefogatja és kivégezteti Munisz al-Muzaffar főparancsnokot, a hatalom tényleges birtokosát. Munisz társa, Ibn Mukla nagyvezír elmenekül.

### Kína
- Li Szi-Jüan, a Kései Tang-dinasztia császára súlyosan megbetegszik, a halálán van. Idősebbik fia, Li Cung-zsung attól tartva hogy népszerűbb öccse lesz a trónörökös, megtámadja a palotát hogy átvegye a hatalmat, de a testőrség visszaveri, őt pedig megölik. A trónt a fiatalabbik fivér, Li Cung-hou örökli.

## Születések
- Al-Hakim al-Nisapuri, perzsa teológus

## Halálozások
- Al-Taháví, arab teológus
- IV. Alfonz, leóni király
- Ibn Duraid, arab grammatikus és költő
- Rollo, normandiai herceg
- Munisz al-Muzaffar, az Abbászidák hadvezére
- Trüphón, konstantinápolyi pátriárka

## Fordítás
- Ez a szócikk részben vagy egészben  a(z)   933 című angol Wikipédia-szócikk ezen változatának fordításán alapul.  Az eredeti cikk szerkesztőit annak laptörténete sorolja fel. Ez a jelzés csupán a megfogalmazás eredetét és a szerzői jogokat jelzi, nem szolgál a cikkben szereplő információk forrásmegjelöléseként.